# Betty und Barney Hill
Das Ehepaar Betty Hill (eigentlich Eunice Elizabeth Barrett, * 29. Juni 1919 in Newton, New Hampshire; † 17. Oktober 2004 in Portsmouth, New Hampshire) und Barney Hill Jr. (* 20. Juli 1922 in Newport News, Virginia; † 25. Februar 1969 in Portsmouth, New Hampshire) waren nach eigenen Angaben 1961 Opfer einer Entführung durch Außerirdische. Das Paar berichtete, in der Nacht vom 19. zum 20. September 1961 Opfer einer Nahbegegnung der vierten Art gewesen zu sein, indem es einem UFO begegnet und von den Insassen kurzzeitig in das Objekt entführt worden sein soll, wo es mehreren Experimenten und chirurgischen Eingriffen unterzogen worden sei. Das Ereignis gilt als unbewiesen.

## Fallgeschichte
Während einer nächtlichen Autofahrt auf einem einsamen Abschnitt des U.S. Highway 3 in den White Mountains (New Hampshire) beobachteten die Hills ein helles, fliegendes Objekt. Später fanden sie sich 60 Meilen weiter südlich in ihrem Auto sitzend wieder, ohne sich an das inzwischen Vorgefallene erinnern zu können. Die Hills meldeten ihre Beobachtung beim örtlichen Luftwaffenstützpunkt. Fünf Tage nach dem Vorfall schickte Betty Hill ferner eine kurze Meldung an das private Untersuchungskomitee National Investigations Committee On Aerial Phenomena (NICAP) und wurde daraufhin von einem Mitarbeiter der Organisation befragt. Bei den Hills traten ihren Angaben zufolge einige Tage später psychische Folgen wie Albträume, Schlaffheit und Angstzustände auf. Einige Monate später suchten sie deshalb einen Therapeuten auf. Dieser vermittelte sie nach erfolgloser Behandlung Ende 1963 an den Psychiater Benjamin Simon, der sie unter Hypnose befragte.
Erst unter Hypnose schilderten die Hills zahlreiche Details einer Begegnung mit fremden Wesen. Sie seien von zwergenhaften grauen Wesen angehalten, an Bord eines UFOs gebracht, befragt und mehrfach medizinisch untersucht worden. Betty Hill seien Haar-, Haut und Nagelproben sowie Ohrenschmalz abgenommen worden. Auch sei ihr eine Sternenkarte gezeigt worden. Später seien sie von den Wesen darauf konditioniert worden, die Erlebnisse zu verdrängen. Allerdings widersprachen sich die Eheleute bei ihren Schilderungen in einigen Punkten, beispielsweise bei der Beschreibung der Aliens.
Der schon vor dem Ereignis chronisch kranke Barney Hill starb 1969 an einer Gehirnblutung. Betty Hill vertrat ihre Version der Nacht bis zu ihrem Tod im Alter von 85 Jahren.

## Bewertung
Die „Hill-Entführung“ gehört zu den wichtigsten Ereignissen der Ufologie und markiert als Archetypus den Beginn der Welle von Entführungen durch Außerirdische in den 1960er Jahren. Die Details des Falls tauchen in den nächsten Jahrzehnten in den meisten weiteren Entführungsfällen wieder auf: das Aussehen der Außerirdischen, das Phänomen der fehlenden Zeit, die medizinischen Untersuchungen, die Kommunikation per Gedankenübertragung sowie die Beteiligung des US-Militärs.
Mehrere Ufologen behaupten, die Hill-Entführung durch Außerirdische beweisen zu können. Jedoch wurde keine der als Beweis aufgeführten Argumentationen von der Allgemeinheit akzeptiert. Jacques Vallée hält die Vorgänge für ein uraltes irdisches Phänomen und wies auf die Übereinstimmung vieler Schilderungen der Hills mit tradierten religiösen, mythischen und märchenhaften Vorstellungen hin, beispielsweise den Beschreibungen von Geistern, Feen und Dämonen. Der Psychiater der Hills, Simon, stellte die Hypothese auf, das gemischtrassige Paar (Barney war ein Afroamerikaner, Betty eine Weiße) habe möglicherweise mit der Geschichte tiefliegende ungelöste Konflikte aufgearbeitet. Eine tatsächlich erfolgte Beobachtung durch die Hills wird von ihnen aber nicht angezweifelt. Ebenfalls dafür spricht, dass „das von den Hills beobachtete Objekt ... auch vom militärischen Radar erfasst“  wurde.
Außerhalb des Kreises der Ufologie wurde dagegen schon früh Skepsis und Kritik an der Realität des Erlebnisses laut. Es wurde moniert, dass die Hills erst mehr als zwei Jahre nach dem Vorfall die „wahren“ Hintergründe geschildert hatten. Und Der Spiegel nannte 1966 als Erklärung ein Illustriertenhonorar der Hills von 96.000 DM. Im Laufe der Jahre wurden auch verschiedene wissenschaftliche Erklärungsversuche des Entführungsphänomens unternommen. Im Fokus der meisten Untersuchungen stand die Frage, welche psychischen oder physiologischen Vorgänge diese Wahrnehmungen hervorgerufen oder wirkliche Erlebnisse verformt haben könnten. Dabei wurde unter anderem diskutiert, ob es sich bei den Erlebnissen um fehlinterpretierte kognitive Prozesse handelt, also um psychische Illusionen ähnlich den optischen Täuschungen, oder ob die unter Hypnose gewonnenen Beschreibungen falsche Erinnerungen sind.

## Film/Fernsehen
- Begegnung aus dem Nichts (1975);. Regie: Richard Colla (Spielfilm)
- Flying Saucers Are Real (1979); Regie: Ed Hunt (Doku)
- Dark Skies (1996) (Fernsehserie)
- Kidnapped by UFOs? (1997); PBS Nova (Sendetranskript) (TV-Doku)
- Gallileo big pictures mystery(2016)Platz 2 Mythen
- X-Factor: Das Unfassbare (2023) – Seltsame Lichter